# Cyanauges maculatus
Cyanauges maculatus är en tvåvingeart som först beskrevs av James 1973.  Cyanauges maculatus ingår i släktet Cyanauges och familjen vapenflugor. Inga underarter finns listade i Catalogue of Life.